# Leča (oko)
Leča je prozorna bikonveksna struktura v očesu, katere funkcija je lom svetlobe, ki pada v oko, in njeno fokusiranje na mrežnici ali drugi strukturi za zajem svetlobe. Pri sesalcih vključno s človekom njeno vlogo dopolnjuje roženica, vendar lahko le leča s spreminjanjem oblike spreminja goriščno razdaljo (temu pojavu pravimo akomodacija) ter omogoča, da oko tvori ostre slike predmetov na različnih oddaljenostih.